# Michael Jackson's This Is It
Michael Jackson's This Is It er en amerikansk dokumentar- og koncertfilm fra 2009, der følger Michael Jackson på scenen og bag scenen under prøverne til turnéen med samme navn. Den første koncert var planlagt til den 13. juli 2009 men blev aflyst fordi han døde 18 dage inden, den 25. juni. Filmen er instrueret af Kenny Ortega og optaget i Staples Center i Los Angeles.
Den havde premiere i det meste af verden og også Danmark den 28. oktober 2009. 
Musikken blev udgivet på soundtracket af samme navn